# 元文 (日本)
元文是日本的年號之一。在享保之後、寬保之前。指1736年到1741年的期間。這個時代的天皇是櫻町天皇。江戸幕府的將軍是德川吉宗。

## 改元
- 享保21年4月28日（公元1736年6月7日） 因櫻町天皇即位而改元
- 元文6年2月27日（公元1741年4月12日） 改元為寬保

## 出典
出自《文選》的「武創元基、文集大命、皆體天作制、順時立政、至於帝皇、遂重熙而累盛」。

## 西元對照表
| 元文 | 元年   | 2年    | 3年    | 4年    | 5年    | 6年    |
| ---- | ------ | ------ | ------ | ------ | ------ | ------ |
| 西元 | 1736年 | 1737年 | 1738年 | 1739年 | 1740年 | 1741年 |
| 干支 | 丙辰   | 丁巳   | 戊午   | 己未   | 庚申   | 辛酉   |

## 相關項目
| 前一年號： 享保 | 日本年號 | 下一年號： 寬保 |